# Lista de senadores estaduais de Goiás da 8.ª legislatura

Esta é uma lista que registram os  senadores estaduais por Goiás, que compuseram a 8.ª legislatura do Congresso Legislativo do Estado. O PD (Partido Democrata) obteve maioria qualificada nas vagas nesta legislatura, refletindo seu poder político cada vez mais crescente, sendo que dois senadores estaduais em partido. O Senado e Câmara Estaduais formavam o Congresso Legislativo.  

## Composição de bancadas
| Partido     | Líder                     | Bancada | Posição |
| ----------- | ------------------------- | ------- | ------- |
| PD          | Joaquim Rufino Ramos Jubé | 10 / 12 | Governo |
| Sem partido | —                         | 2 / 12  | —       |

## Mesas diretoras
|      |                           |                      |                       |                           |                           |                            |
| Ano  | Presidente                | 1º Vice-presidente   | 1º Secretário         | 2º Secretário             | 3º Secretário             | 4º Secretário              |
| ---- | ------------------------- | -------------------- | --------------------- | ------------------------- | ------------------------- | -------------------------- |
| 1917 | Joaquim Rufino Ramos Jubé | Miguel da Rocha Lima | Luiz Guedes de Amorim | Manoel dos Reis Gonçalves | Possidônio Xavier Rebello | Deocleciano Nunes da Silva |
| 1919 | Joaquim Rufino Ramos Jubé | Miguel da Rocha Lima | Luiz Guedes de Amorim | Manoel dos Reis Gonçalves | Possidônio Xavier Rebello | Deocleciano Nunes da Silva |

## Senadores estaduais
| Partido | Nome                         |
| ------- | ---------------------------- |
| —       | Arlindo Gaudie Fleury        |
| —       | Olavo da Silva Baptista      |
| PD      | Antônio Martins Borges       |
| PD      | Deocleciano Nunes da Silva   |
| PD      | Herculano de Campos Meireles |
| PD      | Herculano de Souza Lobo      |
| PD      | Joaquim Rufino Ramos Jubé    |
| PD      | Joviano Alves de Castro      |
| PD      | Luiz Guedes de Amorim        |
| PD      | Manoel dos Reis Gonçalves    |
| PD      | Miguel da Rocha Lima         |
| PD      | Possidônio Xavier Rebello    |